# Erdenet
Erdenet (mongol : ᠡᠷᠳᠡᠨᠢᠲᠤ mongol cyrillique : Эрдэнэт хот) est la deuxième ville de Mongolie pour ce qui est de la population, avec 88 243 habitants (2005), elle est la capitale de la province d'Orkhon, et est située à environ 250 km nord-ouest de la capitale mongole Oulan-Bator. 
La plupart des cartes datant de l'ère soviétique situent Erdenet de façon délibérément incorrecte, à cause de son importance économique stratégique.

## Géographie
La ville d'Erdenet se trouve dans une vallée entre les rivières Selenga et Orkhon, dans le nord de la Mongolie. Elle est la capitale administrative de l'aïmag d'Orkhon.

## Histoire
En 1972 une expédition conjointe russo-mongole a finalisé les plans pour exploiter le plus grand gisement de minerai de cuivre d'Asie, qui avait été découvert dans les années 1950. La construction de la ville commença lors de l'arrivée des premiers constructeurs russes en mars 1973. Le 11 décembre 1975, le décret du Présidium du Grand Khural populaire de la République populaire mongole accorda à Erdenet le statut de ville.
Alors qu'au milieu des années 1980, plus de la moitié des habitants étaient des Russes qui travaillaient comme ingénieurs ou mineurs, après l'effondrement de l'URSS, la plupart des Russes ont quitté la ville.

## Économie
La Erdenet Mining Company est une coentreprise russo-mongole et a une grande importance dans l'économie du pays. Elle exploite la quatrième plus grande mine de cuivre au monde, ce qui a représenté pendant longtemps la première source de revenus pour le pays. Chaque année 22 230 000 t de minerais sont extraits, dont 126 700 t de cuivre et 1 954 t de molybdène. En 2010 les revenus de la mine représentaient environ 13,5 % du PIB national ainsi que 7 % des recettes fiscales du pays, employant environ 8000 personnes.
Sinon la ville abrite une fabrique de tapis depuis 1981, qui emploie environ 1100 personnes. D'autres industries incluent une usine agroalimentaire et une usine de transformation du bois.

## Transports
Une ligne de chemin de fer longue de 121 km relie la ville au Transmongolien au niveau de Darkhan depuis 1977.

## Culture locale et patrimoine
Erdenet possède le monument de l'amitié, statue représentant des femmes russes et mongoles unies pour célébrer l'amitié entre les deux pays. Sur la colline au-delà du monument se trouve une statue de Bouddha, qui a été érigée après la chute de l'URSS.